# Свободное государство Шаумбург-Липпе
Свободное государство Шаумбург-Липпе (нем. Freistaat Schaumburg-Lippe) — одна из земель Германии в 1918—1946 гг. Территория земли принадлежит сегодня земле Нижняя Саксония.

## История
Свободное государство Шаумбург-Липпе было образовано в 1918 году на месте одноимённого княжества после произошедшей в Германской империи ноябрьской революции и отречения от власти князя Адольфа II. В феврале 1922 года была принята конституция Свободного государства Шаумбург-Липпе.
После прихода к власти нацистов и гляйхшальтунга земель в 1933 году парламент Шаумбург-Липпе был распущен и государство фактически утратило суверенитет. После Второй мировой войны территория Шаумбург-Липпе оказалась в британской зоне оккупации. В ноябре 1946 года британские оккупационные власти издали постановление об образовании земли Нижняя Саксония, в состав которой была включена и территория Шаумбург-Липпе. Таким образом, государство Шаумбург-Липпе прекратило своё существование. Сегодня эта территория входит в район Шаумбург.
В январе 1975 года жители Шаумбург-Липпе попытались восстановить государственность и образовать новую землю в составе ФРГ (согласно статье 29 конституции ФРГ). Несмотря на положительный исход проведённого референдума инициатива была отклонена федеральными властями.

## Государственное устройство
Представительный орган - Земский сейм (Landtag), избирался населением по пропорциональной системе сроком на 4 года, исполнительный орган Земское правительство (Landesregierung), во главе с Государственным советником и Председателем Земельного Правительства (Staatsräte und Vorsitzende der Landesregierung), назначалось Земским сеймом и несло ответственность перед Земским сеймом.